# Rock Master 2019
Rock Master 2019 – międzynarodowe, prestiżowe, elitarne zawody we wspinaczce sportowej organizowane corocznie od 1987 roku we włoskim Arco, które w 2019 roku jako 33 edycja Rock Master odbyła się w dniach od 21 sierpnia do 31 sierpnia.

## Uczestnicy
Organizator festiwalu Rock Master's do zawodów wspinaczkowych na sztucznych ścianach (Climbing Stadium Arco), zaprosił wspinaczy, którzy wystąpili w ;
- boulderingu (każdej płci, w każdej konkurencji)
- duelu, w prowadzeniu i we wsp. na czas

W przypadku juniorów odnośnie do liczby, skali trudności w poszczególnych konkurencjach, ze względu na bezpieczeństwo wspinaczy były zróżnicowane i rozłożone w czasie.

## Wyniki
Legenda
     * Konkurencje zawodów wspinaczkowych rozegrane tylko w ramach Rock Master 2018 zostały zaznaczone tym kolorem.
     * Zawodnicy (włoscy), organizatora zawodów  zostali zaznaczeni tym kolorem.

### Prowadzenie
Zawody tej edycji Rock Master w prowadzeniu były rozgrywane wyłącznie w ramach zawodów Rock Master 2019. 
| Mężczyźni | Mężczyźni | Mężczyźni |         | Kobiety     | Kobiety | Kobiety |
| Miejsce   | Zawodnik  | Wynik     | Miejsce | Zawodniczka | Wynik   |         |
|           |           |           |         |             |         |         |
| złoto     |           |           | złoto   |             |         |         |
| srebro    |           |           | srebro  |             |         |         |
| brąz      |           |           | brąz    |             |         |         |
| 4.        |           |           | 4.      |             |         |         |

### Wspinaczka na czas
Zawody tej edycji Rock Master we wspinaczce na czas były rozgrywane wyłącznie w ramach zawodów Rock Master 2019. 
| Mężczyźni | Mężczyźni | Mężczyźni |         | Kobiety     | Kobiety | Kobiety |
| Miejsce   | Zawodnik  | Wynik     | Miejsce | Zawodniczka | Wynik   |         |
|           |           |           |         |             |         |         |
| złoto     |           |           | złoto   |             |         |         |
| srebro    |           |           | srebro  |             |         |         |
| brąz      |           |           | brąz    |             |         |         |
| 4.        |           |           | 4.      |             |         |         |

### Bouldering i Duel
Konkurencje; boulderingu i duelu, rozegrane zostały wyłącznie w ramach zawodów Rock Master 2014. 
| Bouldering |                 |         |                    |         |
| Mężczyźni  | Mężczyźni       |         | Kobiety            | Kobiety |
| Miejsce    | Kraj / Zawodnik | Miejsce | Kraj / Zawodniczka |         |
|            |                 |         |                    |         |
| złoto      |                 | złoto   |                    |         |
| srebro     |                 | srebro  |                    |         |
| brąz       |                 | brąz    |                    |         |
| 4.         |                 | 4.      |                    |         |

| Duel      |                 |         |                    |         |
| Mężczyźni | Mężczyźni       |         | Kobiety            | Kobiety |
| Miejsce   | Kraj / Zawodnik | Miejsce | Kraj / Zawodniczka |         |
|           |                 |         |                    |         |
| złoto     | Jakob Schubert  | złoto   | Mia Krampl         |         |
| srebro    |                 | srebro  | Austria            |         |
| brąz      |                 | brąz    |                    |         |
| 4.        |                 | 4.      |                    |         |